# 西川賢哉
西川 賢哉（にしかわ けんや、2001年6月3日 - ）は、ジャパンラグビーリーグワンレッドハリケーンズ大阪に所属するラグビー選手。

## プロフィール
- 京都府京都市出身[1]。
- ポジションはウィング(WTB)。
- 身長 176 cm、体重 86 kg

## 略歴
2020年、桐蔭学園高校卒業後、明治大学に入る。なお桐蔭学園高校時代、高校日本代表候補に選ばれたことがある。
2024年、レッドハリケーンズ大阪に加入。同年12月22日に行われたJAPAN RUGBY LEAGUE ONE第1節グリーンロケッツ東葛戦にて先発出場でリーグワン公式戦初出場を果たした。